# Trichiurus auriga
Trichiurus auriga is een straalvinnige vissensoort uit de familie van haarstaarten (Trichiuridae). De wetenschappelijke naam van de soort is voor het eerst geldig gepubliceerd in 1884 door Klunzinger.